# ВНИИТЭ-ПТ
ВНИИТЭ-ПТ («Всесоюзного научно-исследовательского института технической эстетики Перспективное Такси») — концептуальный советский легковой автомобиль, специализированное такси, минивэн.

## История создания
Ещё в 1950-х годах советскими специалистами в области автомобильного транспорта было установлено, что условия работы автомобиля-такси в корне отличаются от таковых для легкового автомобиля общего назначения — служебного или индивидуального пользования. Было решено, что для таксомоторной службы нужен особый автомобиль — по компоновке тяготеющий не к обычным легковушкам, а к автобусам, достаточно надежный, но при этом компактный и маневренный, а также вместительный — с ровным полом кузова, внутренним багажником, широкими дверями и отдельной кабиной водителя. В соответствии с этой идеей, в 1962 году вышло постановление Совета Министров СССР о создании специализированного автомобиля для таксомоторной службы.
Единственный образец такси, спроектированный коллективом ВНИИТЭ, прошёл эксплуатационные испытания на московских улицах и был рекомендован к постройке опытной партией на ЕрАЗе, однако из-за организационных неурядиц наладить его производство так и не удалось.
Юрий Долматовский в книге «Беседы об автомобиле» пишет:

Тут сыграли роль многие обстоятельства. И давний спор сторонников специального такси со сторонниками применения на этой службе обычных автомобилей (так оно как будто проще, да и кое-кому хочется выглядеть в такси едущим на персональном автомобиле). И необходимость сооружения нового завода. И отсутствие достаточно убедительных зарубежных примеров (несть пророка в своем отечестве!). И сомнения насчет безопасности специального такси.

В настоящее время автомобиль находится в Государственном Военно-техническом музее, расположенном в Московской области, с. Ивановское под Черноголовкой.

## Описание конструкции
Несущий кузов ВНИИТЭ-ПТ был каркасно-панельного типа, со стальным каркасом и стеклопластиковыми облицовочными панелями. Дизайн автомобиля можно охарактеризовать как авангардный для своего времени — в частности, можно отметить такие решения, как фары, «прячущиеся» за поднимающимся вверх щитком, или чернёные рамки боковых стёкол и центральная стойка крыши. При всём при этом нельзя не отметить и наличие целого ряда погрешностей дизайна, отчасти, впрочем, связанных с «обходной» технологией производства опытного образца.
Силовой агрегат, построенный на основе двигателя и коробки передач «Москвич-408» (1358 см³, 50 л. с.) размещался сзади, поперек машины. На выходном валу коробки располагался оборачивающий угловой редуктор, с которого крутящий момент передавался при помощи карданного вала на второй угловой редуктор устанавливался на картере неразреного заднего моста («Москвич»), модернизированного за счёт удлинённой правой полуоси для смещения редуктора влево, что требовалось из-за компоновки.Передняя подвеска также была взята от «Москвича», но доработана — расширена до нужной колеи за счёт переделки балки. С этим двигателем автомобиль разгонялся до 100 км/ч, что для городских условий эксплуатации считалось достаточным; кроме того, короткая колёсная база ВНИИТЭ-ПТ (1 900 мм) не располагала к высоким ходовым качествам на высоких скоростях, ввиду чего такое ограничение максимальной скорости было вполне логично.

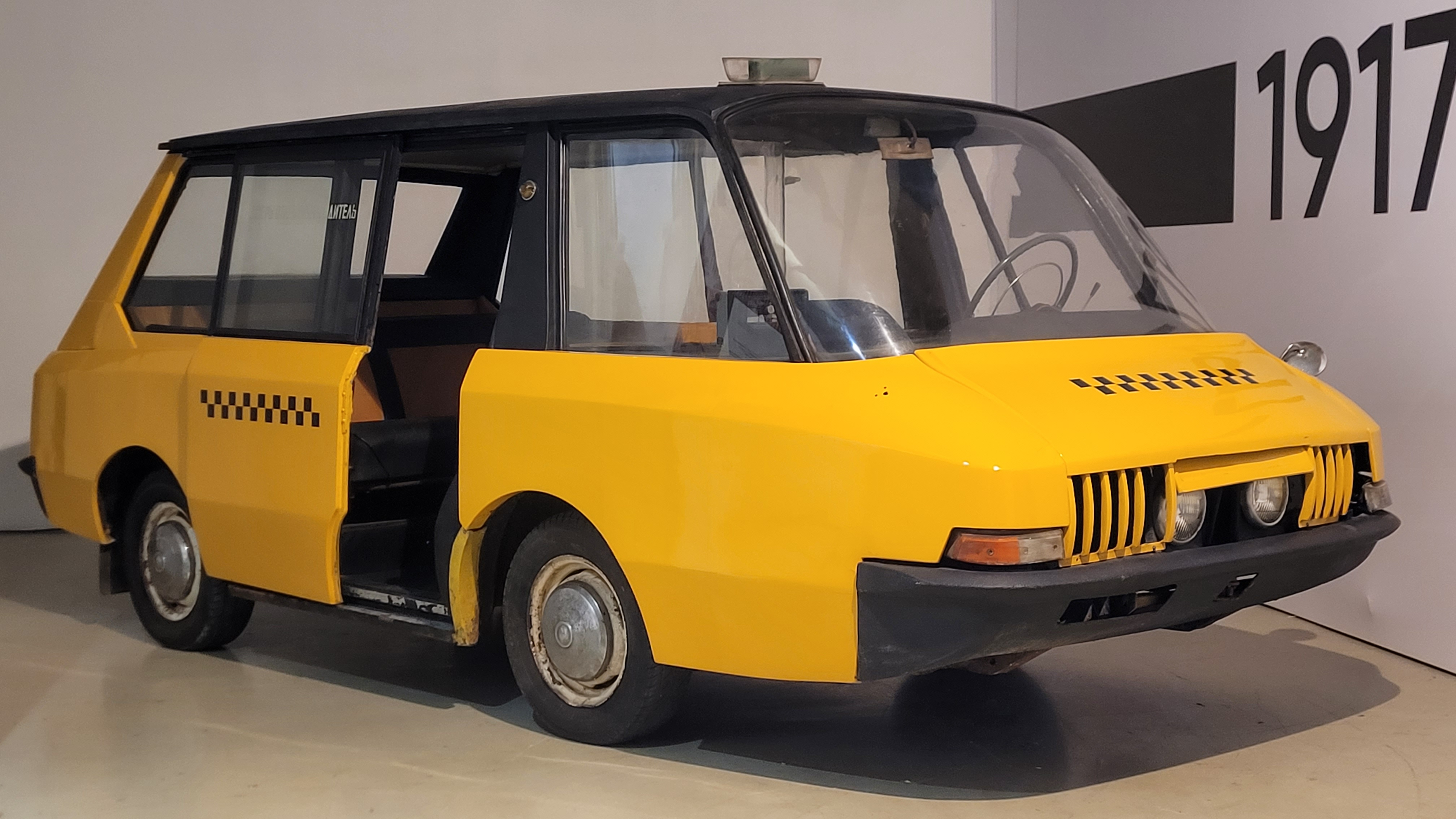
Вид с открытой сдвижной дверью

Автомобиль имел в правом борту одну очень широкую (740 мм) сдвижную дверь с дистанционным электроприводом, для входа же водителя служила отдельная левая дверь, распашного типа. Его сидение размещалось практически посередине автомобиля, с небольшим смещением влево, между арками передних колёс, что позволило обеспечить хорошие условия работы. Справа симметрично водительскому креслу располагался рулевой вал, закрытый консолью, на которую была вынесена часть органов управления. В целом, известный по сохранившемуся прототипу финальный вариант оформления салона (существенно отличавшийся от исходного) и по компоновке, и по дизайну (характерная «полоса» приборов и индикаторов на приборной панели) явно тяготел к итальянскому концепт-кару Ghia Selene I.

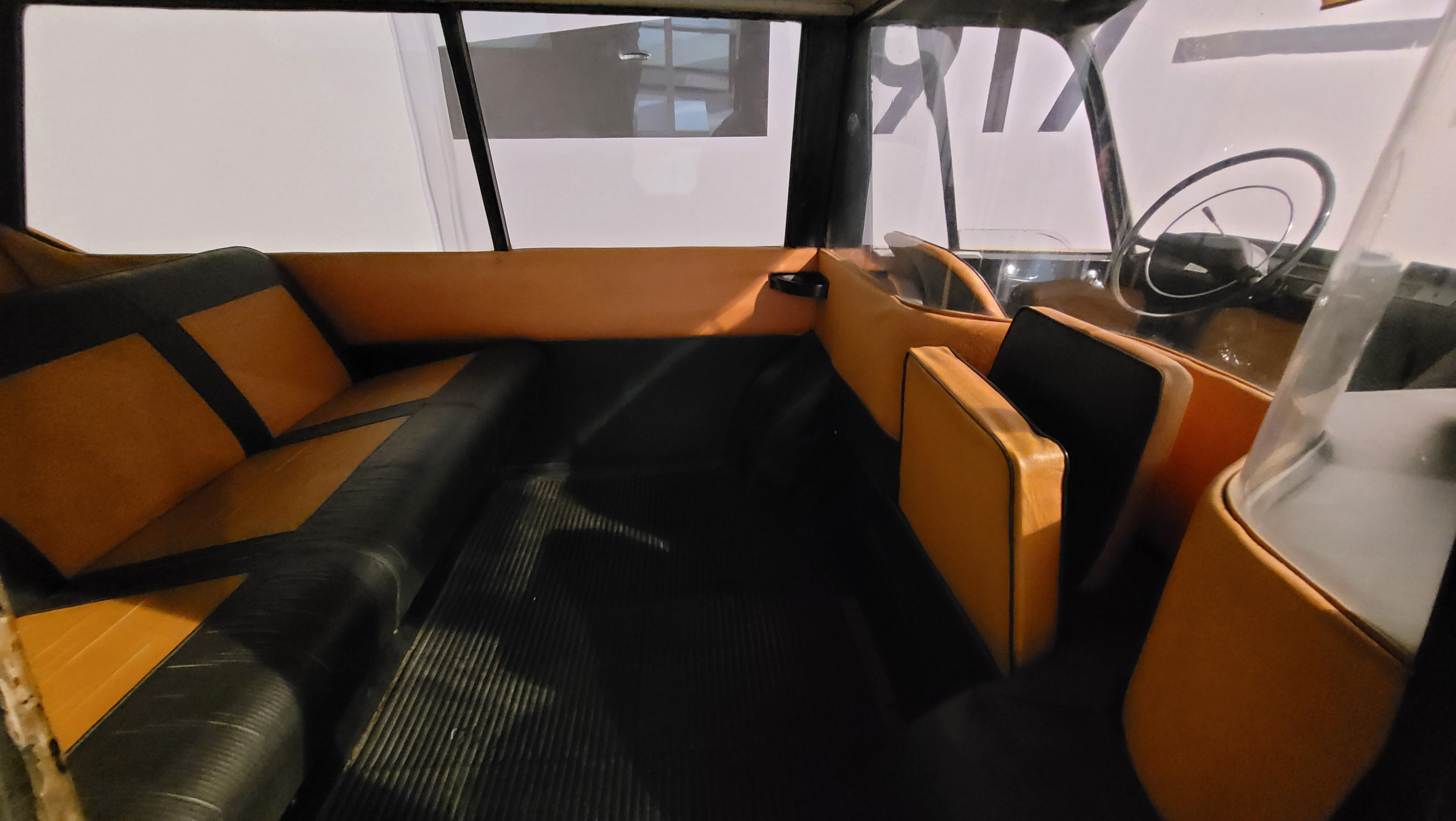
Салон

Отделённый от водительского рабочего места перегородкой пассажирский салон был трёх-четырёхместным, соответствуя по вместимости обычным в те времена таксомоторам «Волга»: двое-трое пассажиров на заднем диване и один на кресле рядом с водителем. При этом пространство для ног пассажиров значительно превосходило не только «Волгу», но и длиннобазный «ЗИМ», в ограниченных количествах служивший в те годы в такси; вообще, пассажирский салон автомобиля отличался большой просторностью, что было достигнуто также благодаря высокой крыше.

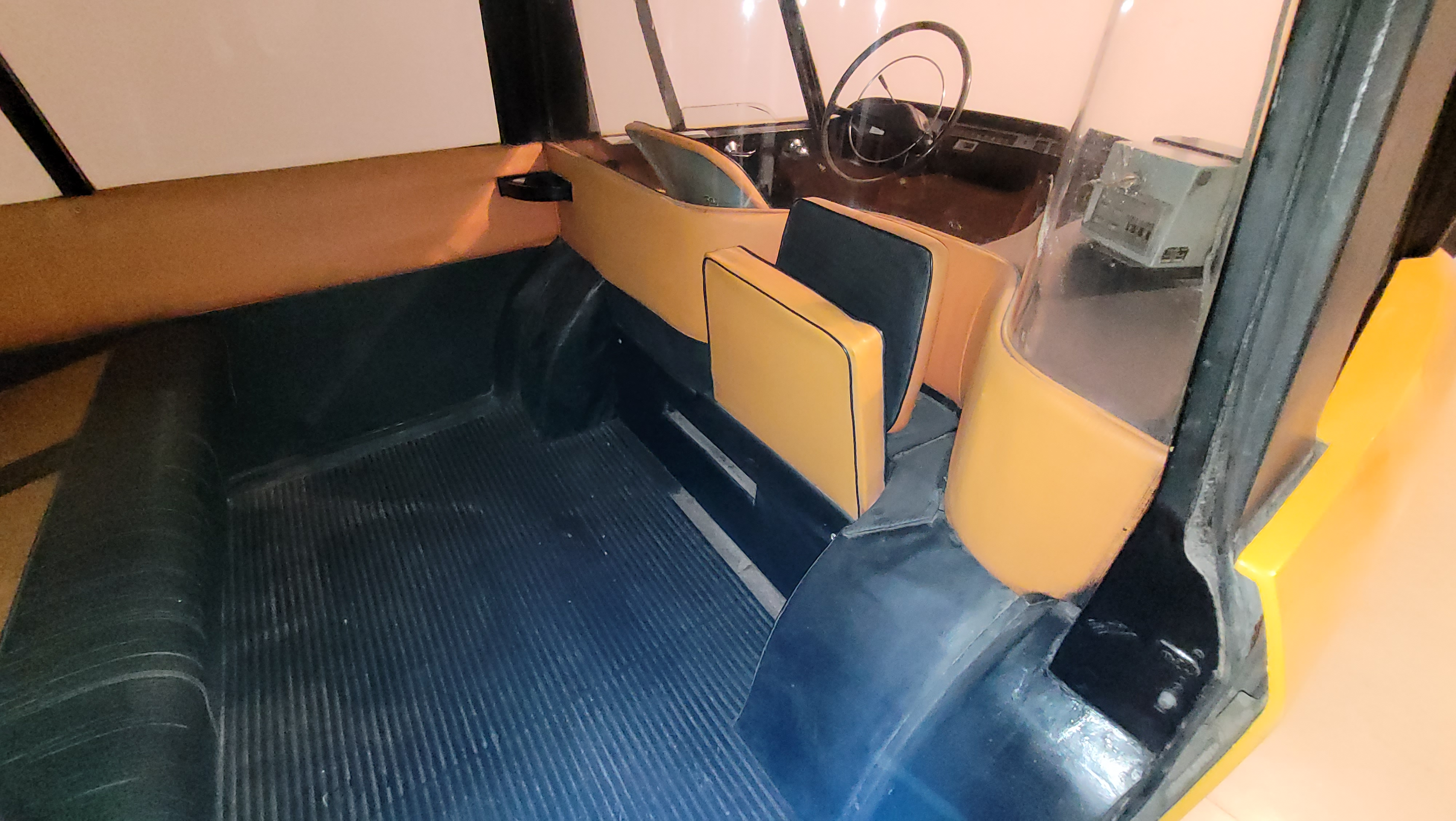
Площадка и откидное сиденье

Конструктивные особенности ВНИИТЭ-ПТ включали отключаемый электровентилятор в системе охлаждения (так как радиатор располагался спереди, вдалеке от двигателя), регулируемый по расстоянию от сиденья водителя мостик с подвесными педалями (что было предусмотрено вместо регулировки самого сидения водителя по длине), проложенные вдоль левого борта трубопроводы и электропроводку, дистанционное открывание и закрывание двери салона водителем.
Будучи жизнеспособной идеей, опытное специализированное такси ВНИИТЭ так и не достигло уровня, пригодного для начала массового производства, а использовавшиеся агрегаты — маломощный двигатель «Москвича» и трансмиссия с оборачивающими редукторами и трёхвальной коробкой передач (вместо специально разработанной двухвальной, объединённой с двигателем и дифференциалом в трансэксл) — не смогли обеспечить высокой надёжности и практичности автомобиля. Не был доведён и стеклопластиковый кузов, возможность крупносерийного производства автомобиля с которым вообще вызывает большие сомнения, несмотря на большой энтузиазм, окружавший этот материал в 1950—1960-х годах; массовых моделей со стеклопластиковыми кузовами было очень немного, и практически все имели ограниченный масштаб выпуска — как правило это были спорткары, изготовлявшиеся в сравнительно малых количествах, с широким применением ручного труда, что совершенно неприемлемо для массового таксомотора.
При этом правоту самой идеи специализированного такси вагонной или полукапотной компоновки, более компактного, маневренного и утилитарного по сравнению с седаном среднего класса при сравнимой вместимости, подтверждает широкое применение в настоящее время такси минивэнов в Европе и Северной Америке.